# Falooda

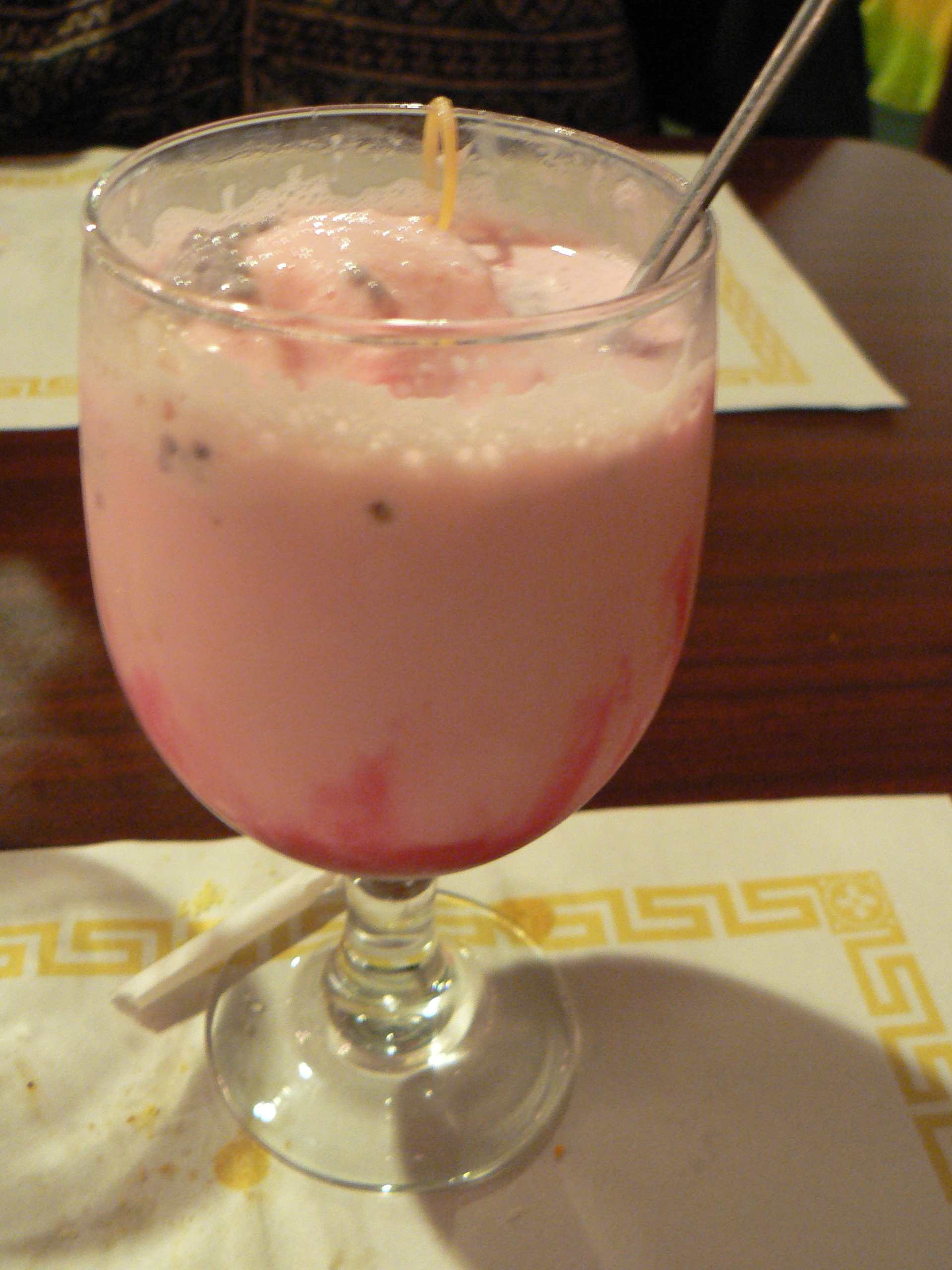
Un vaso servido con falooda.

Falooda o mejor (acorde con la pronunciación) faludá,[cita requerida] es una bebida refrescante típica que se puede encontrar en los países del Sur de Asia, se elabora con una mezcla de leche, fideos vermicelli, semillas de albahaca (sabja/takmaria), tutti frutti y azúcar todo ello con helado. El vermicelli empleado se elabora con maranta en lugar de trigo. El sabor más popular de la falooda es el de rosas, kesar (azafrán), mango, chocolate, y ficus.
El faludá es una bebida muy popular en el Norte de la India, en Pakistán y en Birmania (donde es conocido por la denominación: pha-loo-da) y puede ser pedido en hoteles y en los puestos de la playa (chiringuitos). Una variante es el falooda kulfi, donde el falooda y el kulfi se sirven juntos con sirope. El sabor más común empleado como aditivo es agua de rosas. 

## Variantes
Esta bebida servida a veces como postre es muy similar a la bebida persa faludeh y al tailandés nam manglak, ambos se elaboran a base de semillas de albahaca mezclados con azúcar, agua y agua de rosas. Los curdos del Irak tienen su propia versión de esta bebida pero la elaboran con un vermicelli más delgado.